# Bulbophyllum sillenianum
Bulbophyllum sillenianum là một loài phong lan thuộc chi Bulbophyllum.